# Brian Leishman
Brian William Leishman est un homme politique britannique, membre du parti travailliste écossais. Il est député d'Alloa and Grangemouth depuis 2024.

## Biographie

### Jeunesse et carrière
Brian Leishman fait ses études à la St Columba's High School de Perth. Il commence des études d'histoire et de politique à l'université de Stirling, mais les abandonne après quelques semaines pour poursuivre une carrière de golfeur.
Brian Leishman est membre de l'Association des golfeurs professionnels et a obtenu un baccalauréat en gestion de golf de l'université d'Abertay. Il a été entraîneur dans de nombreux clubs de golf écossais, notamment l'Alloa Golf Club où il possédait un magasin avant son élection au Parlement.

### Parcours politique
En 2022, Leishman est élu membre du Conseil de Perth and Kinross (en) pour le ward de Perth City North (en). En tant que conseiller, il est directeur de deux organismes sportifs financés par le conseil. Il démissionne du Conseil en août 2024.
Lors des élections générales de 2024, Leishman est élu député de la circonscription nouvellement créée d'Alloa and Grangemouth. Il bat le candidat sortant du parti national écossais John Nicolson.
Il a été membre des syndicats Community (en) et Unite.